# 오일정
오일정(吳日正,1954년 ~ )은 조선민주주의인민공화국의 정치인이다. 조선로동당 중앙위원회 군사부장이며, 조선로동당 중앙위원회 정치국 위원이다. 인민군 소장이다.

## 경력
1954년에 오진우의 아들로 태어났다. 평양 남산학교를 거쳐 김일성종합대학 경제학부로 진학했지만 1976년 8.18 도끼만행사건이 터져 전쟁분위기가 고조되자 대학을 1년 조기 졸업하고 자원 입대했다. 1992년 4월 인민군 소장이 되었으며, 2010년 9월 중장으로 승진하면서 당중앙위원회 군사부장에 선임되었다.
2010년 11월, 조명록 사망 당시에 국가 장의위원회 위원을 맡았다. 2011년 4월 인민군 상장으로 승진했다.